# Голота, Пётр Иванович
Пётр Иванович Голота (настоящая фамилия — Мельник) (укр. Петро́ Іва́нович Голо́та; 12 июля 1902, с. Балашовка Елисаветградский уезд Херсонская губерния (ныне в составе г. Кропивницкого, Украина) — 8 ноября 1949, Снятин, Станиславская область (ныне Ивано-Франковская область) — украинский советский писатель

, поэт, публицист, журналист, художник.

## Биография
Родился в бедной крестьянской семье. С 12 лет батрачил. Читать и писать научился самостоятельно, выпасая стадо. В детстве в результате несчастного случая попал под поезд и лишился левой руки. Экстерном сдал экзамены в Елисаветградской мужской гимназии.
Посещал вечерние технические курсы. Тогда же начал печататься в местных изданиях под псевдонимом Голота, вступил в комсомол, работал инструктором, организовывал комсомольские ячейки в провинции.
В 1921—1923 годах посещал литературный семинар Валерия Брюсова в Московском университете.
Жил в Харькове. Входил в Союз крестьянских писателей «Плуг», литературные организации «Молодняк» (с 1927), ВУСПП. Был членом левой литературной группы «Авангард».
В газете «Комсомолец Украины» регулярно появлялись сообщения о его пристрастии к алкоголю, писатель даже дважды сидел в допре за пьянство. Совершил попытку самоубийства. С 1932 года не печатался.
Был репрессирован. Освободился из заключения перед самой Отечественной войной.
После освобождения Харькова от фашистов работал в газете «Социалистическая Харьковщина».
В 1944—1949 годах жил на Западной Украине в Снятине, где работал в газете «Ленінська правда», директором пионерского клуба, иллюстровал произведения Марка Черемшины, в 1948 году вышел на пенсию. В этот период времени среди его работ в архиве сохранилась пьеса «Отаманська схрона» (1947).

## Творчество
Дебютировал в 1921 году в Елисаветграде со сборником стихов «Тернистий шлях до волі й освіти», изданную Елисаветградским укомом КП (б) Украины, в которой проявил себя как поэт-трибун.
В следующих поэтических сборниках П. Голоты «Степи — заводові» (1925), «Пісня під гармонію» (1928), «Піонер-частушки» (1930), «Приповістки» (1930), «Колгоспівські приповістки» (1931), «Трактор» (1931), поэме «Будні» (1928) основными темами стали социалистическое строительство на селе и в городе, дружба народов, пролетарская солидарность.
Автор сборников очерков «В дорозі змагань» (1925), «Трамваї у ярах» (1931), сборников рассказов и повестей «Бруд», «Аль-Кегаль» (оба — 1929), «Дні юності» (1930), романа «Сходило сонце» (1930). Проза писателя посвящена комсомольской жизни молодёжи, её революционной деятельности, мужеству в годы Гражданской войны.
Писал также для детей. К таким произведениям относится сказка «Паровоз» (1928). Использовал псевдонимы — Пётр Балашовский, П. Балаш.
Некоторые стихи Петра Голоты положил на музыку композитор Павел Сеница.
Кроме литературного творчества, П. Голот уделял много внимания рисованию. В частности, он иллюстрировал свои произведения, оформлял декорации для театров.

## Избранные произведения
- Аль-кегаль
- Бруд
- Далина
- Маруся Башличка
- Розвага